# John Sculley
 (mai 2021).
Si vous disposez d'ouvrages ou d'articles de référence ou si vous connaissez des sites web de qualité traitant du thème abordé ici, merci de compléter l'article en donnant les références utiles à sa vérifiabilité et en les liant à la section « Notes et références ».
John Sculley (né le 5 avril 1939 à New York) fut le PDG d'Apple de 1983 à 1993, engagé par Steve Jobs, où il succéda à Michael Scott et Mike Markkula. Il provoqua en 1985 le départ de Jobs de l'entreprise que celui-ci avait fondée, avant d'être remplacé lui-même par Michael Spindler en 1994, puis Gil Amelio et Steve Jobs en 1997.

## Biographie
La mère de John Sculley était une figure de l'Upper East Side à New York, et son père était un avocat d'affaires. Il a fréquenté les meilleures écoles dont l'université Brown et fait un MBA à Wharton. 

## Carrière

### Pepsi-Cola
Ayant précédemment dirigé Pepsi-Cola, il y avait imposé le slogan The Pepsi Generation et permis à Pepsi de réduire son retard sur le leader du segment, Coca-Cola, notamment en introduisant un nouveau format plus grand alors que Coca-Cola ne vendait que des petites bouteilles.
Il créa aussi les challenges Coca/Pepsi pendant lesquels les participants goûtaient à l'aveugle et décidaient quel soda était le meilleur.
Cela faisait de sa nomination à Apple un message fort au leader en informatique de l'époque, IBM.

### Apple (1983-1993)
Lorsque Steve Jobs, fondateur d'Apple, le rencontra pour le débaucher en 1983, il lui dit cette phrase célèbre : « Vous comptez vendre de l'eau sucrée toute votre vie ou vous voulez changer le monde avec moi ? ».
Deux ans plus tard, à la suite d'une forte baisse des ventes d'Apple, Sculley retirait tout rôle opérationnel à Steve Jobs, provoquant son départ de la compagnie peu après.
Devant son échec à faire progresser Apple, il quitte néanmoins la compagnie en 1993, quatre ans avant le retour de Steve Jobs.

### Suite de la carrière
J. Sculley a par la suite travaillé dans différentes sociétés des nouvelles technologies.
Il a notamment co-fondé en 2014 la société Obi Worldphone

## Cinéma
Il est incarné par Matthew Modine dans le biopic Jobs réalisé par Joshua Michael Stern en 2013 et par Jeff Daniels dans Steve Jobs, film de Danny Boyle sorti en 2015.